# Mike Smith (batterista)
Mike Smith (New York, luglio 1970) è un batterista statunitense, di origine afroamericane.
È conosciuto per il suo lavoro nei Suffocation.
Ha suonato nella demo del 1990 Reincremation, nell'EP Human Waste del 1991, nell'album di debutto Effigy of the Forgotten del 1991, nel successivo album Breeding the Spawn.
Dopo la sua uscita dalla band è stato rimpiazzato da Doug Bohn. È quindi tornato nel 2002, ed ha inciso Souls to Deny nel 2004 e l'omonimo album nel 2006. È considerato tra i più dotati batteristi death, e nel suo stile è possibile riconoscere i tipici blast beat che moltissime band usano e che caratterizzano il drumming del brutal death metal. Ha partecipato al progetto Roadrunner United, dove ha suonato nella canzone "Dawn of a Golden Age".

## Discografia

### Demo
- 1990 - Reincremation

### Split
- 1994 - Live Death Split-album

### Album in studio
- 1991 - Human Waste
- 1991 - Effigy of the Forgotten
- 1993 - Breeding the Spawn
- 2004 - Souls to Deny
- 2005 - The Close of a Chapter Live
- 2006 - Suffocation
- 2008 - The Best of Suffocation
- 2009 - Blood Oath